# Smoleńska Ikona Matki Bożej
Smoleńska Ikona Matki Bożej, ros. Смоленская икона Божией Матери, Smolenskaja Ikona Bożyjej Matieri – jedna z najbardziej czczonych ikon prawosławnych. Należy do typu ikonograficznego Hodegetria z Chrystusem. Dziecko trzyma w lewej ręce zwinięty zwój pisma, prawą ręką błogosławi. 

## Historia wizerunku
Według legendy autorem oryginału był Łukasz Ewangelista. Ten wizerunek na Ruś przywiozła z Bizancjum księżniczka bizantyjska (Anna?) w 1046 roku. Była ona córką Konstantyna IX Monomacha, na Ruś przybyła, aby poślubić księcia Wsiewołoda. Włodzimierz Monomach, syn i następca pary książęcej, będąc jeszcze księciem smoleńskim, podarował ikonę w 1079 roku smoleńskiemu soborowi Zaśnięcia Matki Bożej. Wkrótce po tym ikona została uznana za cudowną. Być może wtedy zaczęła być określana Smoleńską. Przywieziony przez księżniczkę bizantyjską obraz nie zachował się.
W 1398 roku Smoleńska Ikona Matki Bożej została przewieziona do Moskwy, dzięki temu kult rozpowszechnił się na większe obszary. Pozostawała w Moskwie do 1456 roku, po czym została zwrócona do Smoleńska. Podczas II wojny światowej oryginalna ikona przypuszczalnie została zrabowana lub zniszczona przez Niemców, nie została odnaleziona.

## Kult
Od XVI wieku w Cerkwi prawosławnej obchodzi się 28 lipca święto Smoleńskiej Ikony Matki Bożej. Przypuszczalnie uroczystość została ustanowiona w 1514 roku, gdy Smoleńsk został włączony do Wielkiego Księstwa Moskiewskiego. Ikonie przypisuje się ocalenie Smoleńska od Tatarów w 1238 roku. Wierzono, że jej cudowna moc pomogła wojskom rosyjskim zwyciężyć w bitwie pod Borodino w 1812 roku.
Za wariant Smoleńskiej Ikony Matki Bożej uważana była szczególnie czczona w Polskim Autokefalicznym Kościele Prawosławnym Supraska Ikona Matki Bożej, przechowywana w monasterze w Supraślu. W 2012 historyk sztuki Joanna Tomalska stwierdziła, że wizerunek przechowywany w Supraślu nie jest kopią ikony ze Smoleńska; wymieniona kopia ikony musiała zaginąć po 1557, a obraz czczony w późniejszych stuleciach jako Supraska Ikona Matki Bożej powstał zupełnie niezależnie od dawnego.